# Tricholoma orirubens
Tricholome à marge rouge
Espèce
Tricholoma orirubens, le Tricholome à marge rouge, est une espèce de champignons du genre des Tricholomes. Il se reconnaît au rougissement de sa marge et des arêtes de ses lames, aux taches bleu-vert de la base de son pied ainsi qu'à son mycélium jaune. Il est généralement répandu dans les forêts européennes à feuilles caduques ou les forêts de conifères, fructifiant en saison automnale.

## Taxinomie

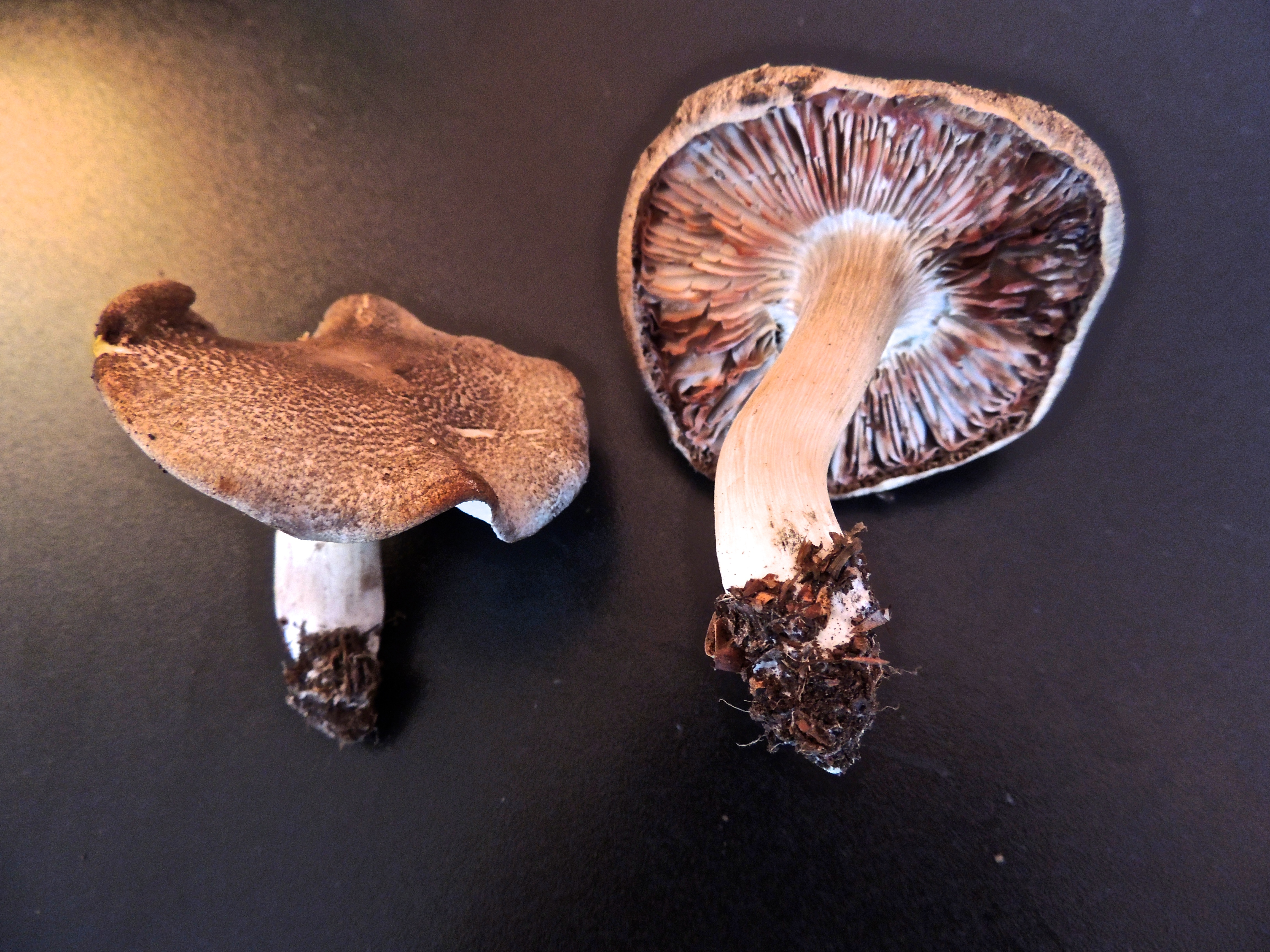
Tricholoma orirubens (Italie)

Tricholoma orirubens est décrit par le mycologue français Lucien Quélet en 1873. Le nom générique est issu du grec trichos (τριχος), « cheveux », et loma (λωμα), « frange » ou « bordure ».

## Description

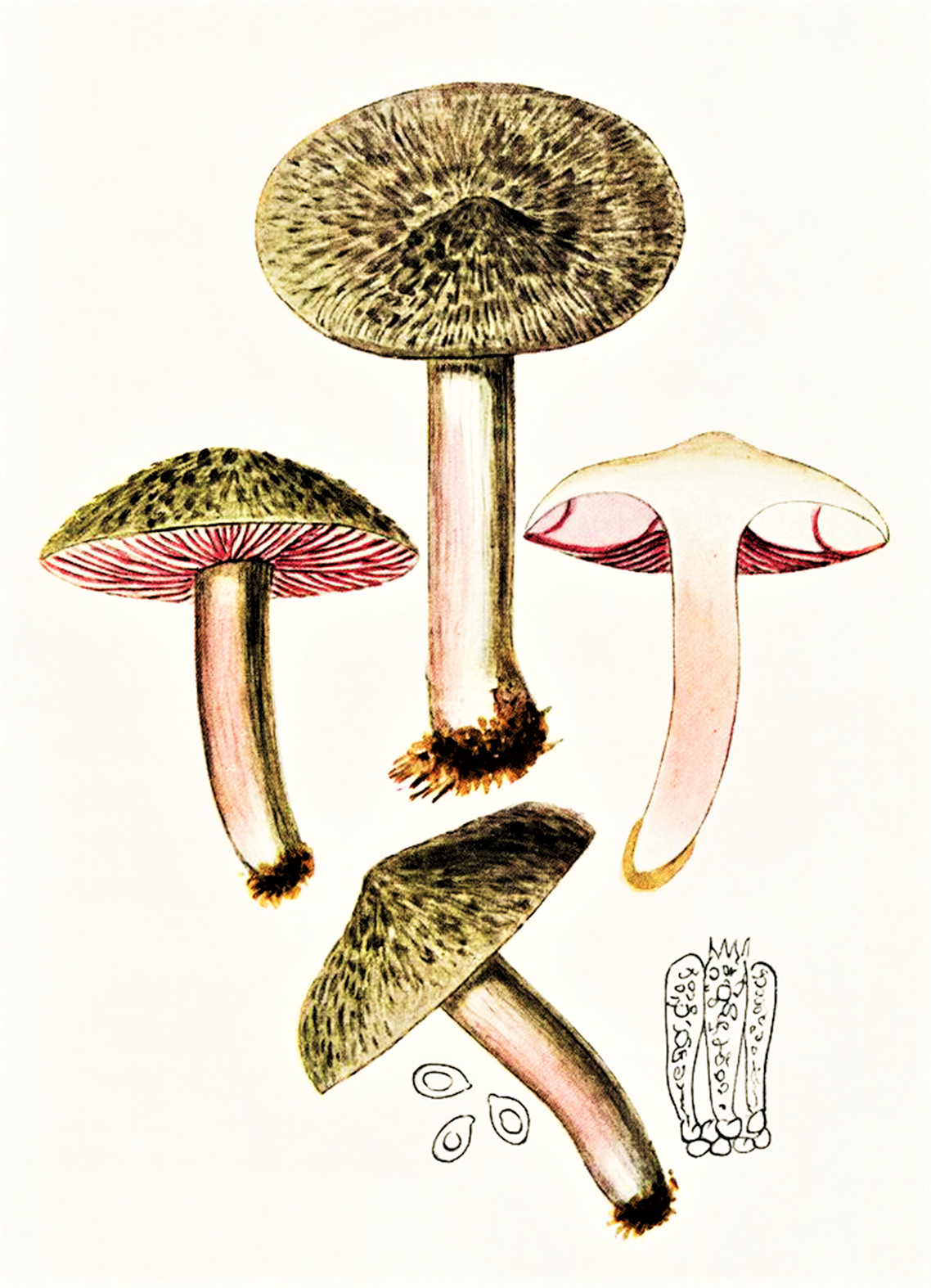
Tricholoma orirubens - illustration de Giacomo Bresadola (1937)

Tricholoma orirubens possède un chapeau gris foncé ou gris-marron de plus de 7,5 cm de diamètre, fibrilleux avec des écailles noirâtres plus foncées ; la bordure peut être droite ou ondulée et rosit ou rougit avec le temps. Le chapeau est conique et possède une petite bosse en son centre, nommée umbo, qui disparaît souvent avec l'âge (bien qu'elle puisse rester ou être remplacée par une petite dépression). Les lames, grises et épaisses, sont émarginées ou adnées et très espacées ; les arêtes des lames deviennent rouges quand elles sont écrasées ou avec le temps. Le stipe, blanc ou gris pâle, sans anneau, mesure de 4,5  à   8 cm de hauteur sur 0,7  à   2,5 cm de large, et possède une base teintée de bleu. Son mycélium est jaune,.
Le  Tricholome à écailles noires (Tricholoma atrosquamosum) et plus particulièrement sa variété squarrulosum peut lui ressembler car son pied peut également être coloré de bleu, mais son chapeau est plus écailleux, son goût est poivré et son mycélium est blanc.

## Distribution et habitat
Répandu en Europe, Tricholoma orirubens est toutefois rare, particulièrement aux Pays-Bas. Il est généralement répandu dans les forêts d'arbres à feuilles caduques ou les forêts de conifères, sur sol calcaire, seul ou en groupe, en automne. Il est ectomycorhizien.
Le champignon peut aussi former des ronds de sorcières. L'un d'eux, trouvé en Allemagne, avait un diamètre de près de 80 m et comprenait environ 10 000 champignons.

## Comestibilité
L'odeur et le goût de Tricholoma orirubens, forts, rappellent la farine. Avec son goût légèrement sucré, il est parfois considéré comme un des meilleurs Tricholomes du point de vue culinaire.